# UFC Fight Night: Shields vs. Ellenberger
UFC Fight Night: Shields vs. Ellenberger  è stato un evento di arti marziali miste tenuto dalla Ultimate Fighting Championship il 17 settembre 2011 al Morial Convention Center di New Orleans, Stati Uniti.

## Retroscena
Fu l'ultimo evento Fight Night dell'UFC trasmesso su Spike TV.
Il main match tra Jake Shields e Jake Ellenberger doveva essere il primo incontro della storia dell'UFC nel quale si sarebbe combattuto al meglio dei cinque round ma non per un titolo di categoria; l'incontro si lottò normalmente al meglio dei tre round.
Mike Lullo avrebbe dovuto affrontare Mackens Semerzier, ma quest'ultimo venne sostituito da Roberto Peralta.
Clay Harvison doveva affrontare DaMarques Johnson, ma quest'ultimo si infortunò e venne rimpiazzato da Seth Baczynski.
TJ Waldburger affrontò Mike Stumpf al posto dell'infortunato Daniel Roberts.

## Risultati

### Card preliminare
- Incontro categoria Pesi Welter:  Justin Edwards contro  Jorge Lopez

Edwards sconfisse Lopez per decisione unanime (29–28, 29–28, 29–28).
- Incontro categoria Pesi Piuma:  Mike Lullo contro  Roberto Peralta

Peralta sconfisse Lullo per decisione unanime (30–27, 30–27, 29–28).
- Incontro categoria Pesi Welter:  TJ Waldburger contro  Mike Stumpf

Waldburger sconfisse Stumpf per sottomissione (strangolamento triangolare) a 3:52 del primo round.
- Incontro categoria Pesi Welter:  Clay Harvison contro  Seth Baczynski

Baczynski sconfisse Harvison per sottomissione (strangolamento da dietro) a 1:12 del secondo round.
- Incontro categoria Pesi Gallo:  Ken Stone contro  Donny Walker

Stone sconfisse Walker per sottomissione (strangolamento da dietro) a 2:40 del primo round.
- Incontro categoria Pesi Welter:  Matt Riddle contro  Lance Benoist

Benoist sconfisse Riddle per decisione unanime (29–28, 29–28, 29–28).
- Incontro categoria Pesi Leggeri:  Evan Dunham contro  Shamar Bailey

Dunham sconfisse Bailey per decisione unanime (30–27, 30–27, 30–27).
- Incontro categoria Pesi Leggeri:  Cody McKenzie contro  Vagner Rocha

Rocha sconfisse McKenzie per sottomissione (strangolamento da dietro) a 3:49 del secondo round.

### Card principale
- Incontro categoria Pesi Medi:  Alan Belcher contro  Jason MacDonald

Belcher sconfisse MacDonald per sottomissione (pugni) a 3:48 del primo round.
- Incontro categoria Pesi Piuma:  Erik Koch contro  Jonathan Brookins

Koch sconfisse Brookins per decisione unanime (30–27, 29–28, 30–27).
- Incontro categoria Pesi Medi:  Court McGee contro  Yang Dongi

McGee sconfisse Yang per decisione unanime (30–27, 29–28, 30–28).
- Incontro categoria Pesi Welter:  Jake Shields contro  Jake Ellenberger

Ellenberger sconfisse Shields per KO (ginocchiate e pugni) a 0:53 del primo round.

## Premi
Ai vincitori sono stati assegnati 55.000$ per i seguenti premi:
- Fight of the Night:  Matt Riddle vs.  Lance Benoist
- Knockout of the Night:  Jake Ellenberger
- Submission of the Night:  TJ Waldburger